# Hydraecia stramentosa
Hydraecia stramentosa är en fjärilsart som beskrevs av Achille Guenée 1852. Hydraecia stramentosa ingår i släktet Hydraecia och familjen nattflyn. Inga underarter finns listade i Catalogue of Life.